# Yumiko Ōno
Yumiko Ōno (大野由美子?, Ōno Yumiko; Hiroshima, 20 settembre 1963) è un'ex cestista giapponese.

## Carriera
Con il Giappone ha disputato i Campionati del mondo del 1983.